# Irisbus Cristalis
 (février 2025).
- Si vous ne connaissez pas le sujet, laissez ce bandeau (vous pouvez alors contacter les auteurs).
- Si vous supprimez le contenu mis en cause (vous pouvez préalablement contacter les auteurs),

argumentez précisément cette suppression dans la page de discussion
(un manque de référence n'est pas un argument ; une recherche réelle de référence doit avoir été effectuée, être formellement documentée).
L'Irisbus Cristalis est un modèle de trolleybus, fabriqué par Irisbus (IVECO) et équipé d'une chaîne de traction électrique construite par Alstom. Le Cristalis est commercialisé entre les années 2002 et 2011. 175 véhicules sont vendus pendant cette période.
Le Cristalis existe en deux versions de 12 et 18 mètres de long, appelées respectivement ETB (Electric Trolley Bus) 12 et ETB 18. Ces deux versions sont déclinées suivant leur motorisation, de la manière suivante :
- ETB 12 : trolleybus 12 m (standard, avec perches ; autonomie par moteur 88 ch) : Lyon (69 exemplaires), Saint-Etienne (11 exemplaires) et Limoges (27 exemplaires).
- ETB 18 : trolleybus 18 m (articulé, avec perches ; autonomie par moteur 88 ch) : Lyon (55 exemplaires) et Milan (10 exemplaires).
- Bimode 12 m (standard, avec perches et moteur 300 ch Euro 3)
- Bimode 18 m (articulé, avec perches et moteur 300 ch Euro 3)
- Thermique 18 m (articulé, sans perches, avec moteur 300 ch Euro 3)

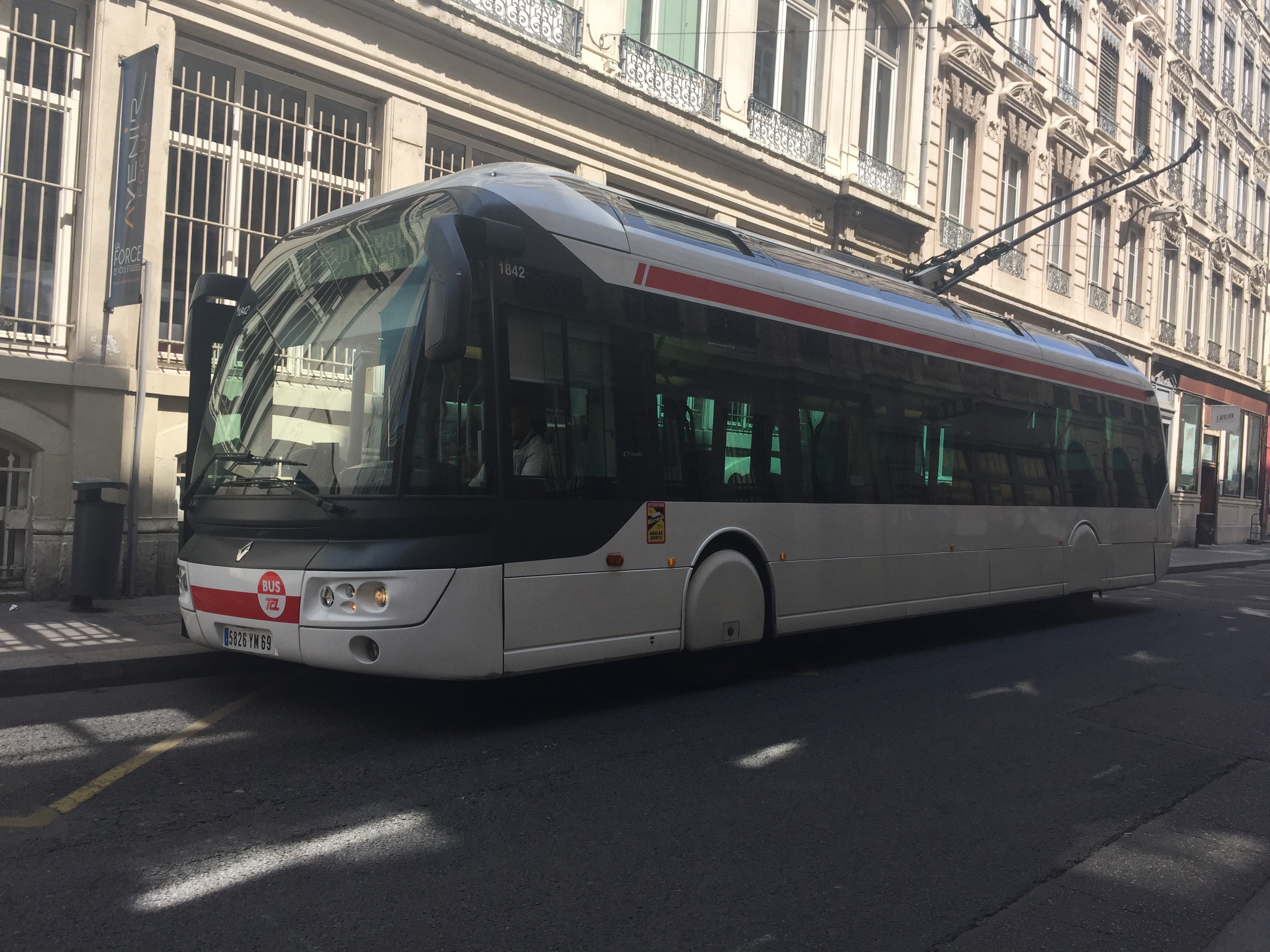
Irisbus Cristalis ETB12 à Hôtel de Ville Louis Pradel sur la ligne C18.

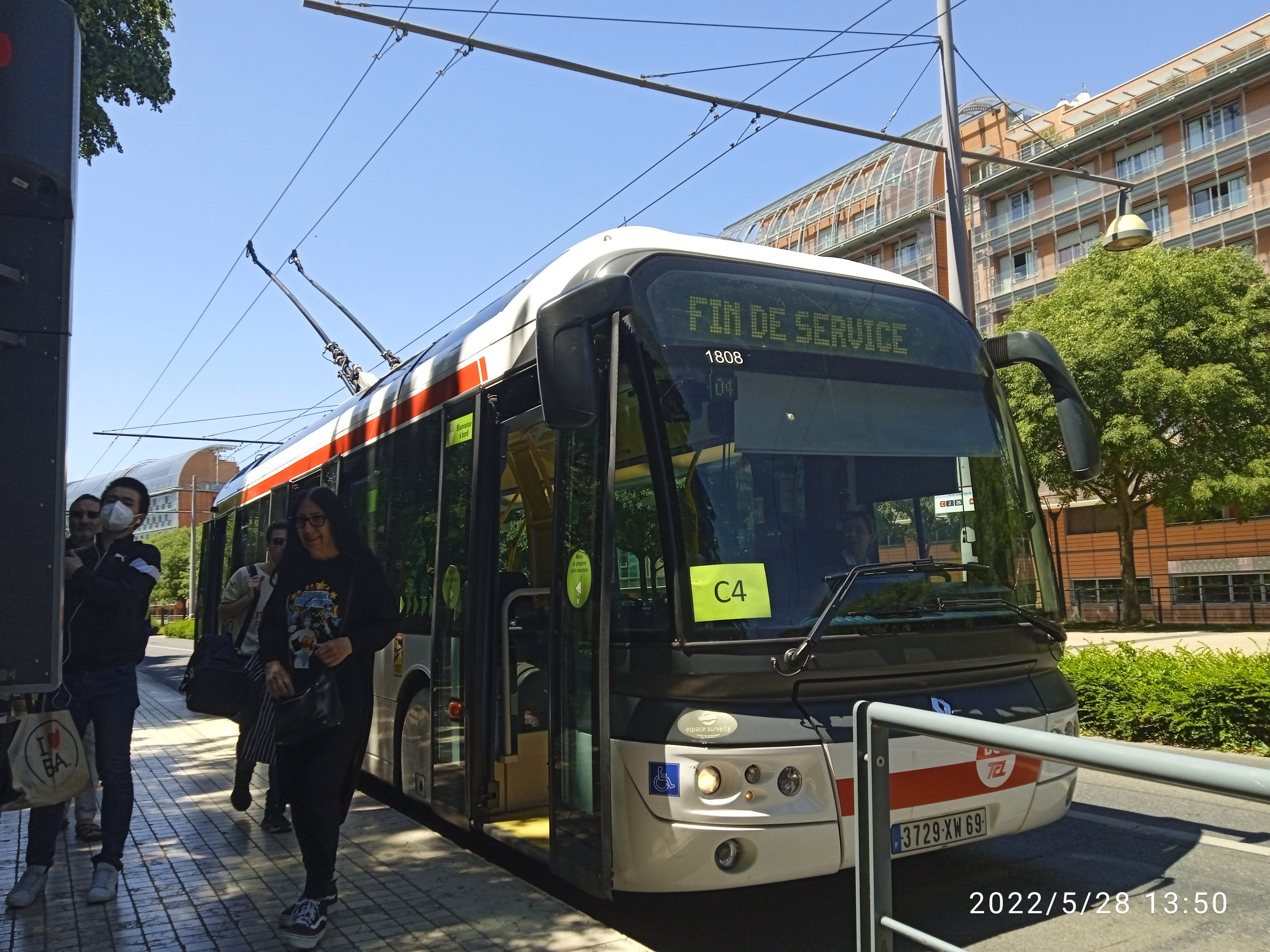
Irisbus Cristalis ETB12 sur la ligne C4.

## Histoire

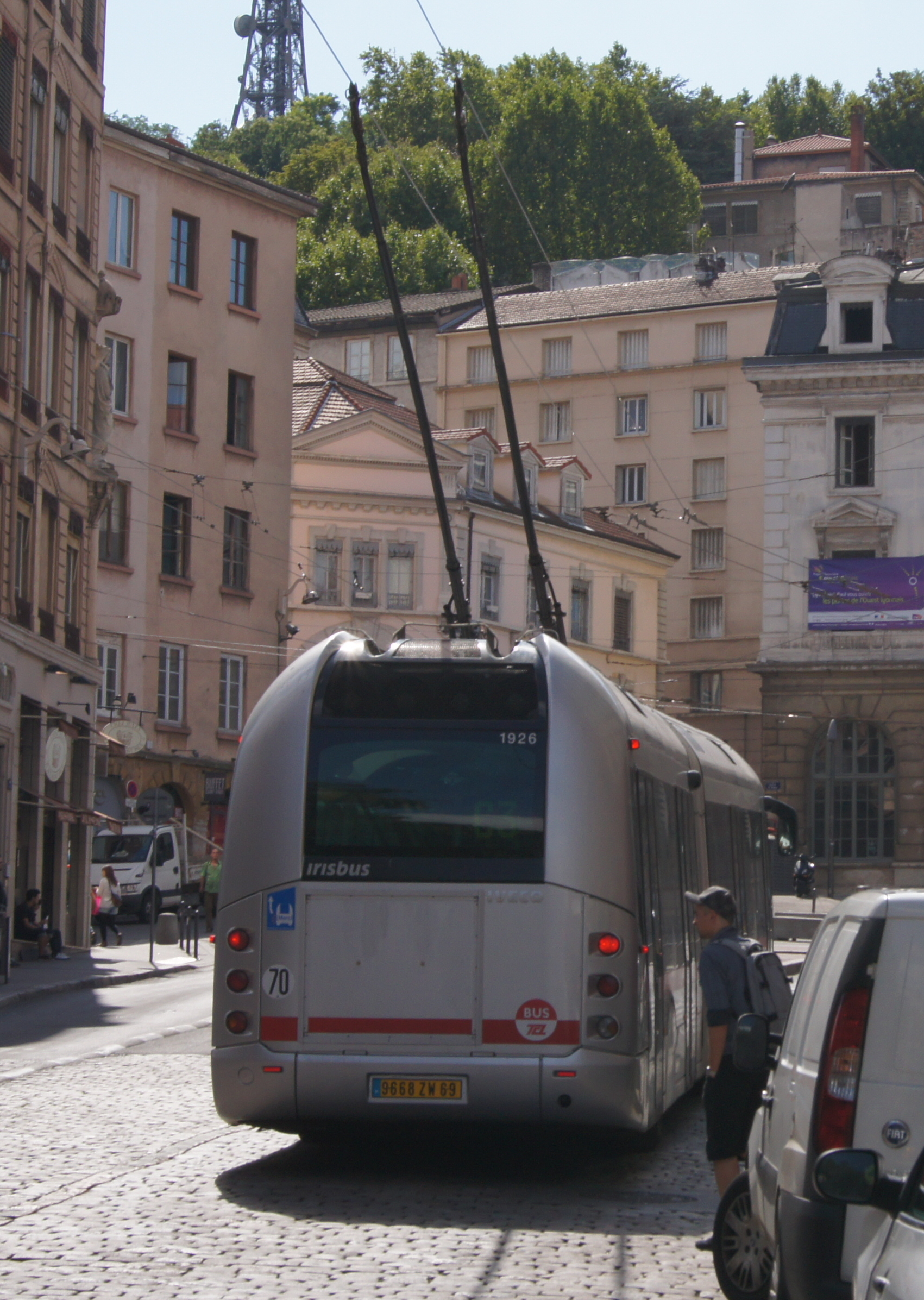
ETB 18 arrivant à son terminus de Saint-Paul (ligne C3 - Lyon)

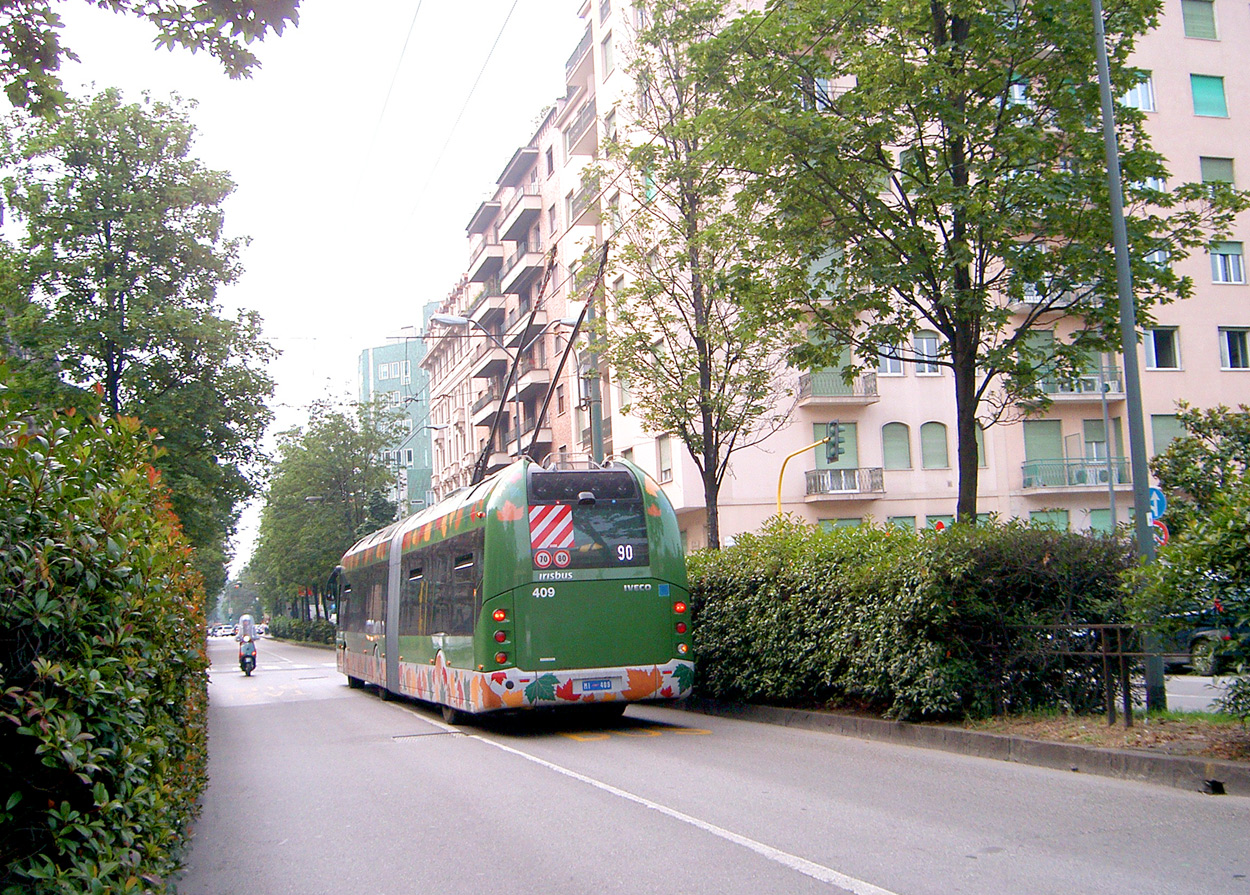
ETB 18 de Milan (Italie)

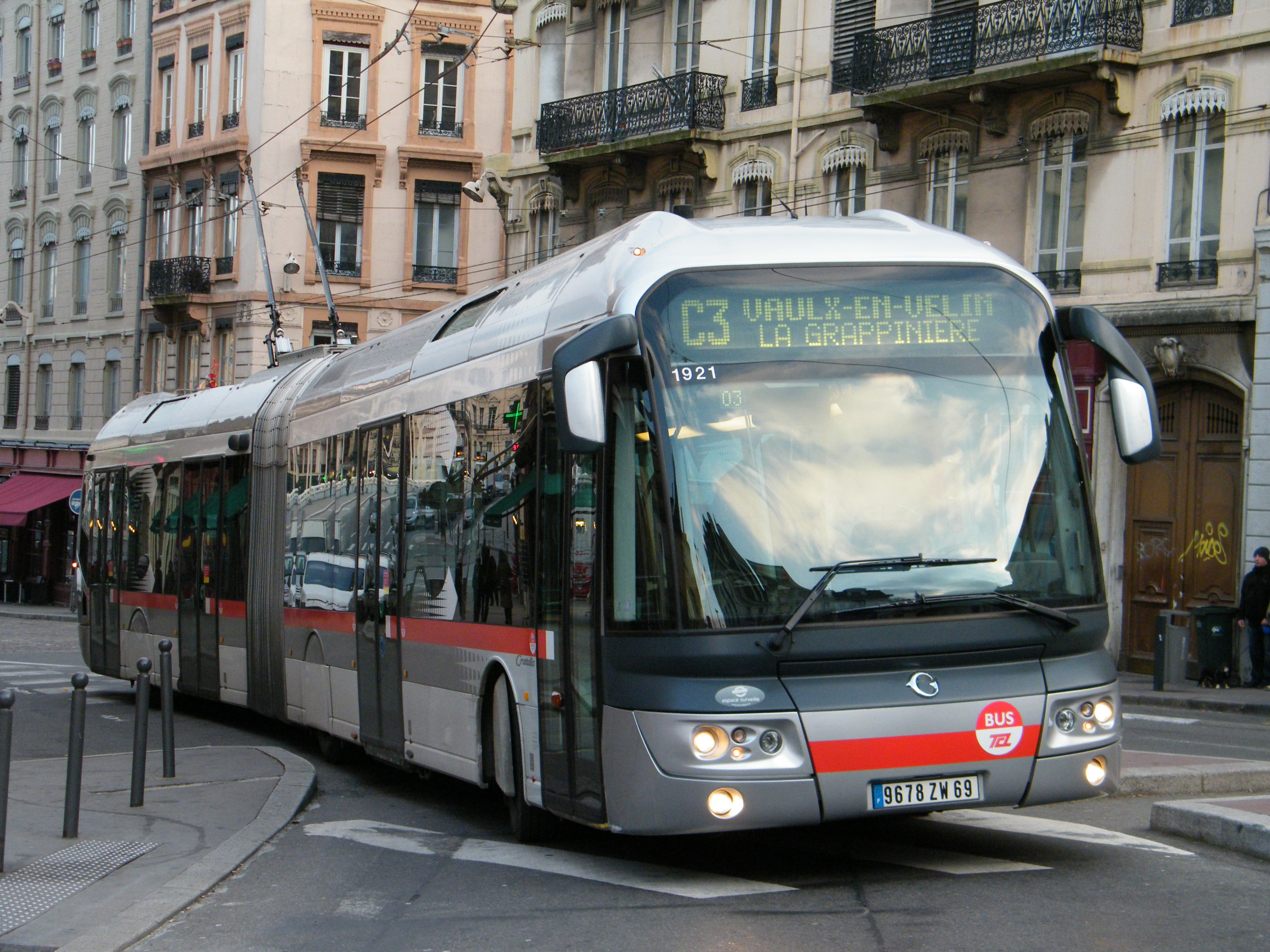
Ligne C3 du réseau de Lyon à son terminus

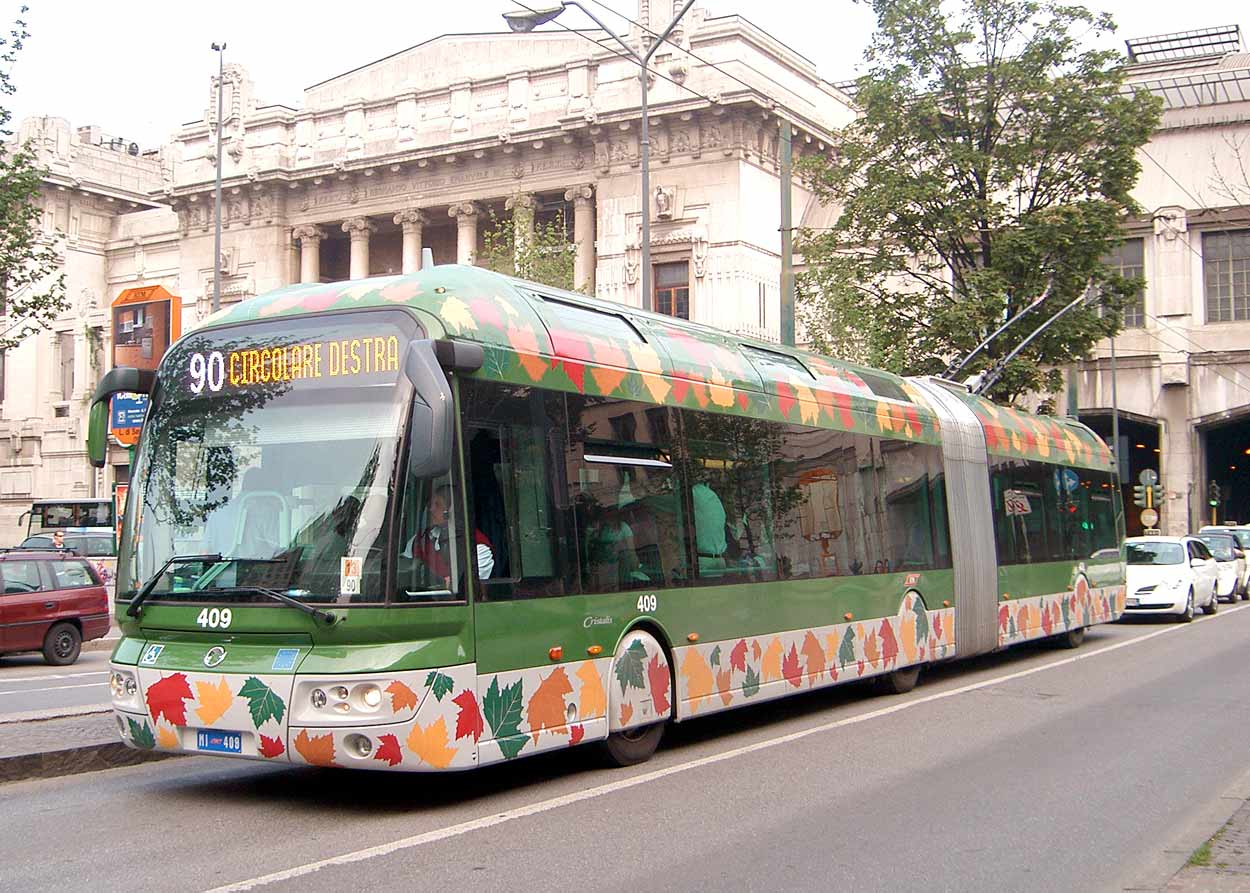
Cristalis à Milan, Italie.

Le Cristalis devait se décliner en une version trolleybus, pour remplacer les anciens Renault ER 100 qui équipaient les villes françaises, et une version diesel électrique qui équipée du système de guidage issu du Irisbus Civis devait concurrencer les tramways.
Malheureusement la chaîne diesel électrique ne réussit pas, en termes de rendement, à concurrencer une chaine de traction mécanique. Le système Civis fut monté sur des bus Agora puis sur des Citelis et le Cristalis fut commercialisé en trolleybus uniquement.

## Caractéristiques

### Dimensions[1]
| Modèle | Longueur | Largeur | Hauteur | Masse à vide |
| ------ | -------- | ------- | ------- | ------------ |
| ETB 12 | 12 m     | 2,55 m  | 3,40 m  | 13,4 t       |
| ETB 18 | 18 m     | 2,55 m  | 3,40 m  | 19,1 t       |

### Motorisation
Le Cristalis se démarque des trolleybus classiques par le choix de la chaîne de traction électrique. En effet, un « Moteur Roue » électrique est placé dans les roues arrière, alimenté par un coffre trolley qui capte le courant des lignes aériennes de contact, et en secours par un générateur placé à l'arrière du bus, alimenté par un moteur diesel. Ce système permet de dégager intégralement le plancher bas du bus et un fauteuil roulant peut passer entre les passages de roues arrière.

#### Problème de la sécurité électrique
Il existe trois moyens d’assurer la sécurité des personnes avec un appareil électrique :
- la mise à la terre de la carcasse avec un fil de terre lorsqu'on est en régime de neutre TT (comme les machines à laver)
- le double isolement avec 2 barrières d’isolement (par exemple les perceuses et robot ménager)
- l’isolement galvanique avec un transformateur (par exemple les prises rasoir dans les salles d’eau)

Sur un tramway, les roues en fer garantissent que la carcasse du véhicule est en contact avec la terre, jouent le rôle du fil de masse.
Au contraire, les pneus des trolleys assurent un excellent isolement, et historiquement on a eu recours au double isolement.
La mise en œuvre dans un trolley d’un double isolement est complexe. Il faut isoler de la caisse tous les organes électriques y compris en mettant un isolant entre le rotor du moteur de traction et l’arbre de transmission.
Ce qui est complexe dans un trolley classique, devient presque irréalisable avec des moteurs roues ultracompacts.
La solution originale adoptée pour le Cristalis a consisté à concentrer toutes les contraintes dans le « Coffre Trolley » qui contient un transformateur réalisant un isolement galvanique entre les lignes aériennes de contact et le véhicule.

#### Les perches
Les perches permettent de capter le courant sur les lignes aériennes de contact. La tension est comprise suivant les réseaux entre 600 et 750 V continu.
Les perches sont pilotées par des vérins, leur montée et leur descente sont commandées via le coffre trolley depuis le tableau de bord. La descente peut se commander n’importe où. Pour la montée, le chauffeur doit se placer sous un « entonnoir » : ces plaques en formes de W inversé, installées aux endroits stratégiques sur le réseau, permettent de guider les perches afin que les patins viennent se positionner avec précision sur les lignes aériennes de contact.

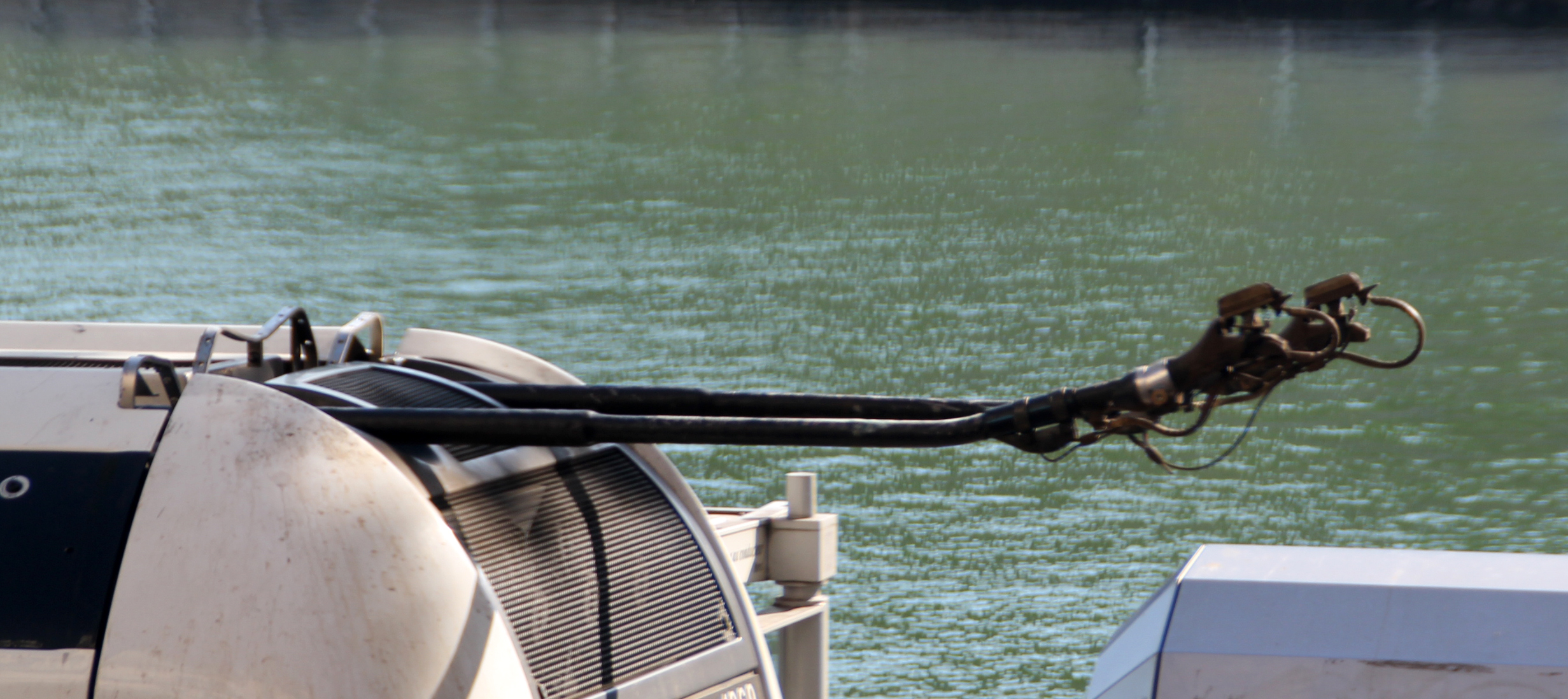
Perches du Cristalis

#### Le coffre trolley
C’est une des innovations majeures du Cristalis. Ce coffre en toiture complètement isolé de la carrosserie est composé en entrée d’un contacteur, d’un jeu de diodes permettant d'emprunter les lignes de contact à contre-sens, d’un thyristor permettant de shunter les diodes pour permettre la récupération d’énergie.

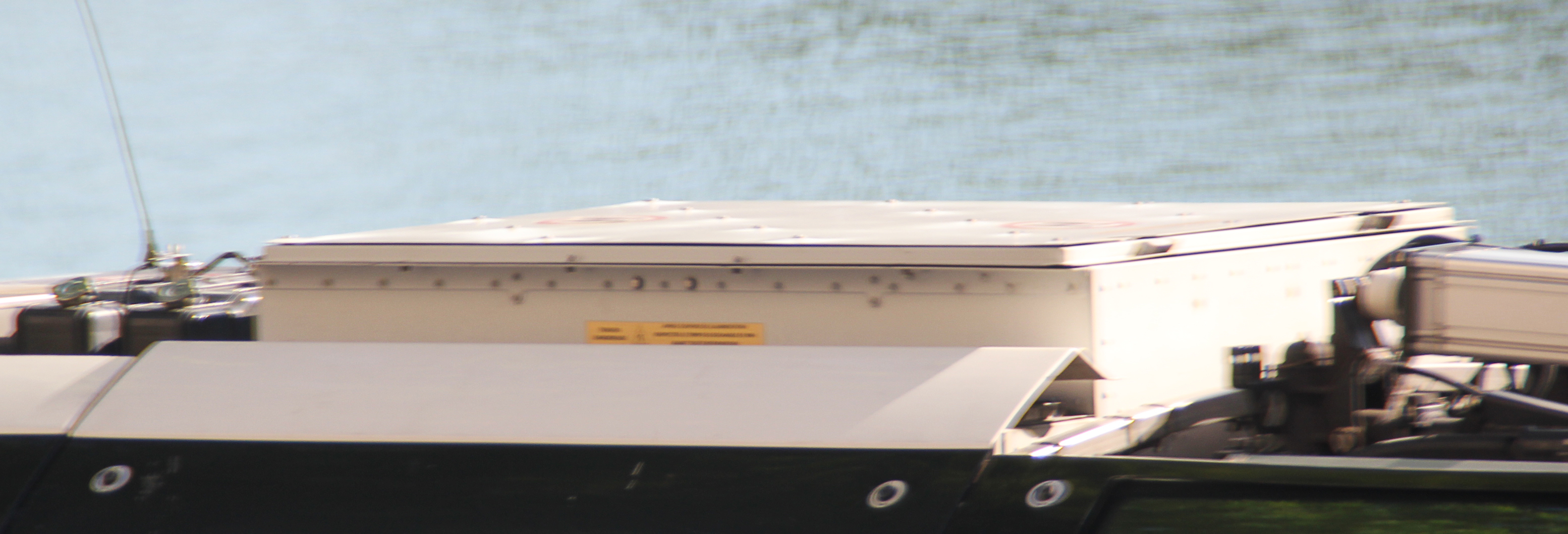
« Coffre Trolley » sur un Cristalis ETB12

Ensuite, côté HT, on trouve un onduleur 700 V et, côté BT, un onduleur 350 V, les 2 onduleurs sont reliés par un transformateur 700 V / 350 V, qui assure l’abaissement de la tension et l’isolement galvanique.
Si l’on est en traction, l’onduleur HT travaille en onduleur monophasé, le transformateur abaisse la tension, et l’onduleur BT fonctionne en redresseur pour fournir le 350 V continu nécessaire aux onduleurs de traction.
En freinage, les rôles sont inversés et le courant 700 V continu est renvoyé vers les lignes de contact. La simplicité du système n’a d’égale que la complexité des algorithmes qui synchronisent les 2 onduleurs dans tous les modes de fonctionnement.
Le coffre reçoit ses consignes par un réseau CAN.
La puissance nominale du coffre est 225 kW. Les onduleurs sont refroidis par un circuit d’eau spécifique embarqué dans le coffre.

#### Les onduleurs de traction
Les onduleurs de traction convertissent le 350V continu en courant alternatif triphasé variable en tension entre 0 et 350 V et en fréquence entre –450 et + 450 Hz pour entraîner le moteur de traction en fonction de la consigne transmise par un réseau CAN.
Le design de l’onduleur est ultra-compact pour pouvoir être intégré dans l’épaisseur du plancher bas du Cristalis. Le refroidissement est assuré par le circuit d’eau des moteurs électriques.
Les algorithmes de pilotage sont d’une très grande sophistication, pour pouvoir piloter parfaitement le moteur asynchrone qui est intrinsèquement instable, aussi bien à très haute vitesse, qu’a vitesse nulle avec un couple nominal.
Des fonctions d’anti-glissement et d’antipatinage permettent d’adapter instantanément le couple de la roue aux conditions d’adhérences. Ces caractéristiques permettent au Cristalis d’avoir une motricité hors du commun.

#### Les moteurs de traction
La difficulté d’installer un moteur de traction de 80 kW dans le moyeu de la roue a nécessité la conception d'un moteur ultra-compact tournant a très haute vitesse (9 000 tr/min), refroidi par eau.
C’est un moteur triphasé asynchrone choisi pour son excellent rapport poids puissance. Ce moteur est accouplé à un réducteur sur lequel vient se fixer la jante. Pour réaliser un ensemble le plus compact possible, Michelin a développé un pneu plus large qui permet de remplacer les classiques pneus jumelés. Un frein à bain d’huile complète l’ensemble. Le bruit du réducteur à engrenages droits et tournant à haute vitesse, est la principale source de bruit du Cristalis.

#### La génératrice auxiliaire
En cas de circulation sur des voies sans lignes de contact, deux génératrices courant continu 350 V sont disponibles. Une première, de 65 kW, entraînée par un moteur diesel, permet d’obtenir les pleines performances jusqu'à 20 km/h environ, au-delà les performances du véhicule sont dégradées.
Elle ne permet qu’une exploitation occasionnelle sans lignes de contact.
L’autre génératrice de 225 kW permet d’obtenir les pleines performances dans tous les cas. Elle permet d’exploiter le Cristalis sur des lignes qui ne seraient que partiellement équipées de lignes de contact, ou d’utiliser le véhicule sur des lignes non électrifiées comme le Civis de Las Vegas.

#### Refroidissement
Comme les principaux composants de la chaîne de traction sont refroidis par eau, des radiateurs sont installés en toiture et une batterie de ventilateurs bien visible à l’arrière maintient la température de l’eau entre 20 et 40 °C.
À noter que les ETB 18 avec leurs 2 essieux moteur sont plus maniables que les autobus articulés classiques qui n'ont qu'un seul essieu moteur à l'arrière.

### Freinage
En cas de freinage, au début de la course de la pédale, le véhicule freine exclusivement grâce aux moteurs électriques qui fonctionnent en génératrice. Le courant produit est si possible renvoyé aux lignes de contact via le coffre trolley. Sinon, il est dirigé par un module hacheur sur une série de résistances en toiture qui dissipent l’énergie de freinage.

### Le convertisseur statique
Pour fournir l’énergie 24 V à la partie classique du véhicule (porte, éclairage, etc.), un convertisseur permet d’abaisser la tension de 350 à 24 V.

### Aménagement

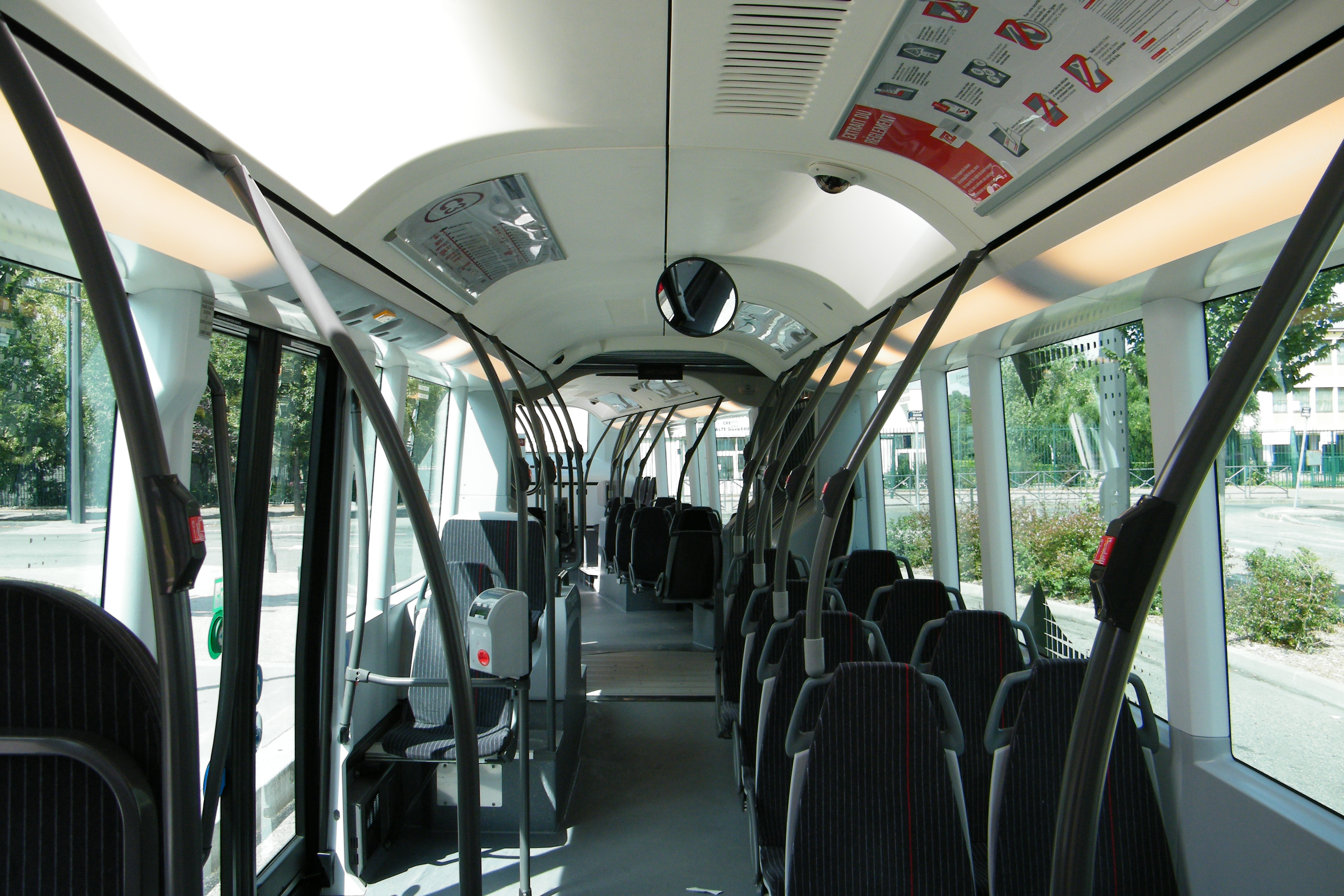
Vue avant sur un ETB18.
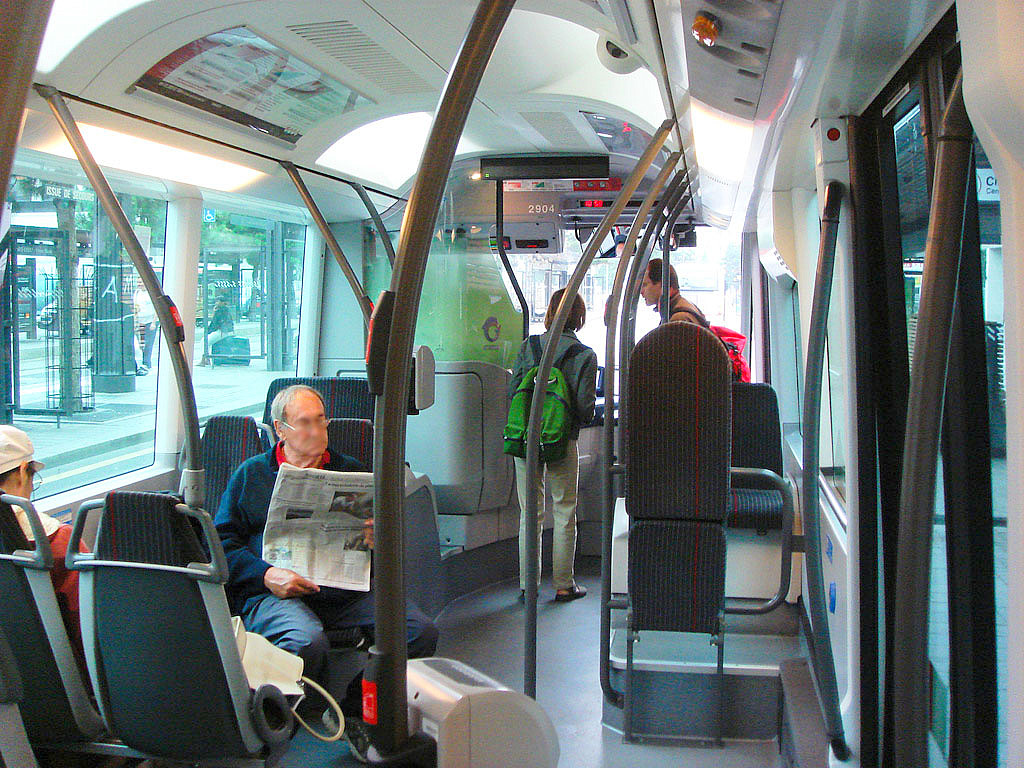
Idem.
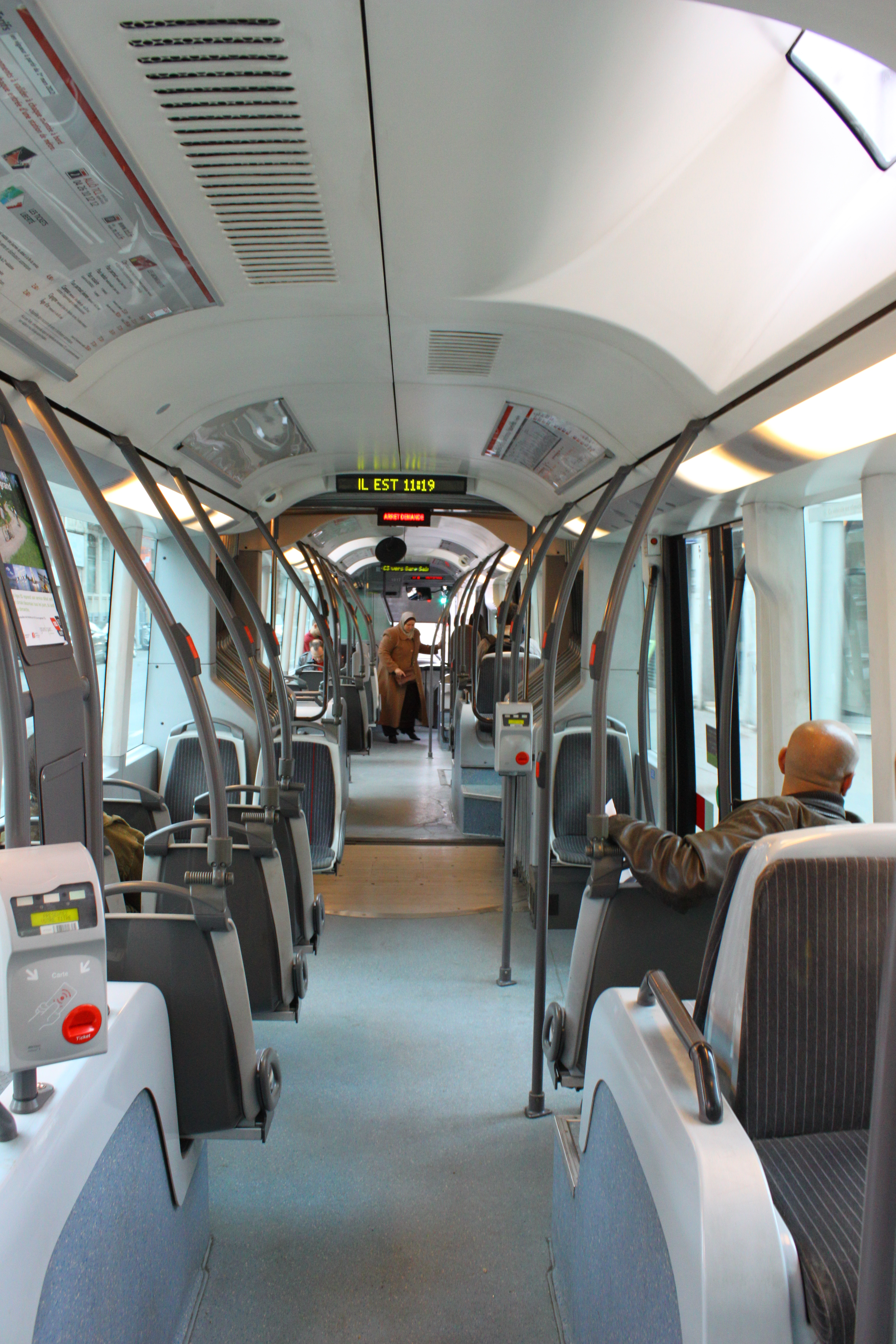
Vue arrière sur un ETB18.
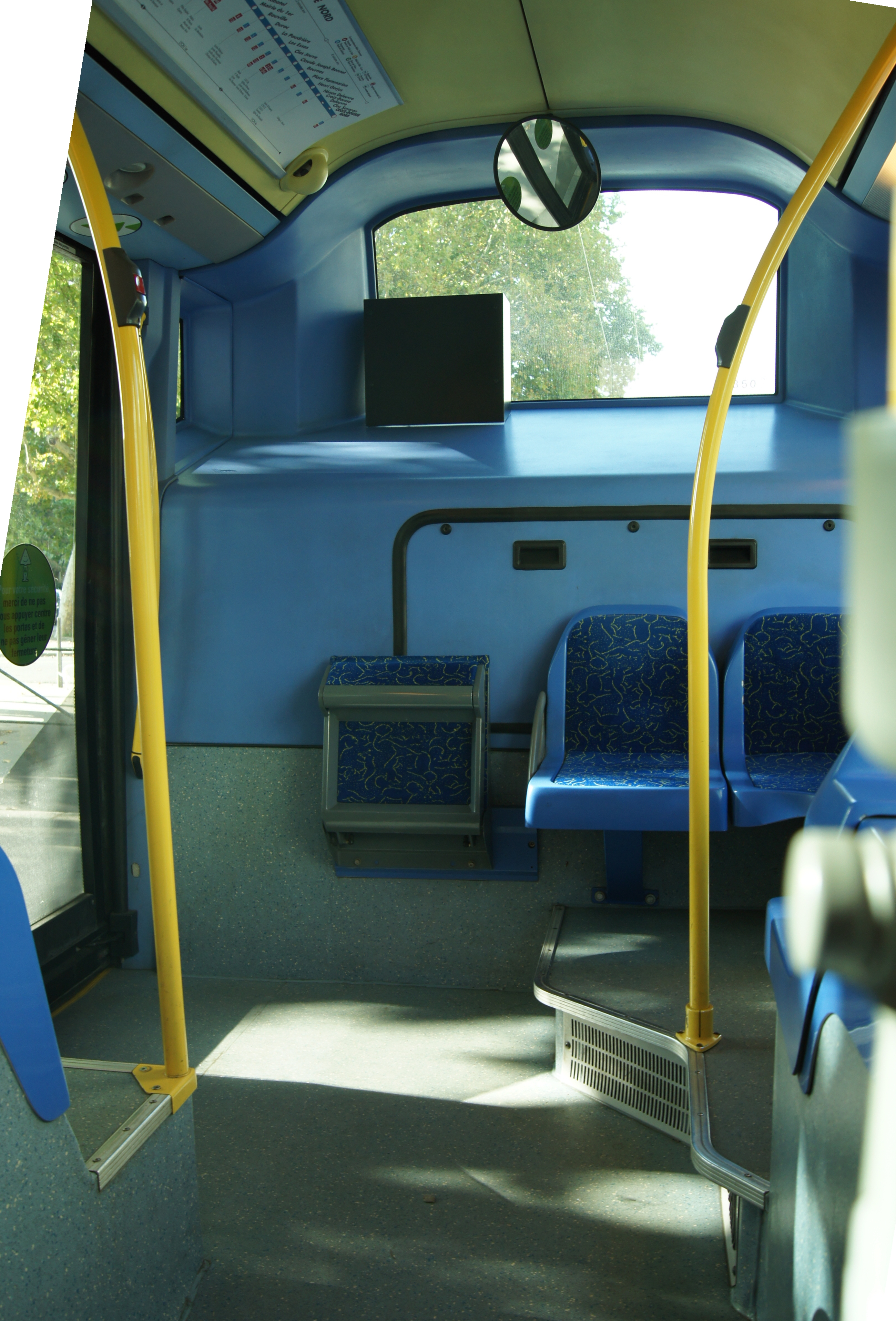
Idem.

## Production
| Illustration | Réseau               | Modèle | Nombre | Numéros                    | Mise en service              | Retrait | Affectation                                                                                   |
| ------------ | -------------------- | ------ | ------ | -------------------------- | ---------------------------- | --- | --------------------------------------------------------------------------------------------- |
|              | Limoges - STCLM      | ETB12  | 27     | 101 à 127                  | 2006−2007 et 2009, 2011      | | Lignes 1, 2, 4, 5 et 6. NB : la ligne 4 est exploitée en commun avec des Hess Swisstrolley 4. |
|              | Lyon - TCL           | ETB12  | 69     | 1801 à 1869                | 2001-2004                    | partiellement réformé en 2021 puis complètement réformé en 2024,.                                                               | Retrait du service commercial le 20 octobre 2024. Ancienne ligne ex C4 devenue C5             |
|              | Lyon - TCL           | ETB18  | 55     | 1901 à 1927 et 2901 à 2928 | 2002-2004, 2006-2007 et 2010 | 1901, 1903, 1905 a 1907, 1910 à 1918, 1920, 1921, 1926 réformé en 2024,. série 19XX entièrement réformé en 2025.                | Lignes                                                                                        |
|              | Saint-Étienne - STAS | ETB12  | 11     | 111 à 121                  | 2004                         | 2021 | Anciennement sur la ligne M3 (couplée avec des autobus).                                      |
|              | Milan - ATM          | ETB18  | 10     | 400 à 409                  | 2005-2007                    | Unités 400, 403, 404 et 408 réformées en 2022 Unités 401, 402, 405 et 409 réformées en 2023 Unités 406 et 407 réformées en 2024 | Anciennement sur les lignes 90/91 et 92 Ligne 93 en 2024                                      |

## Galerie

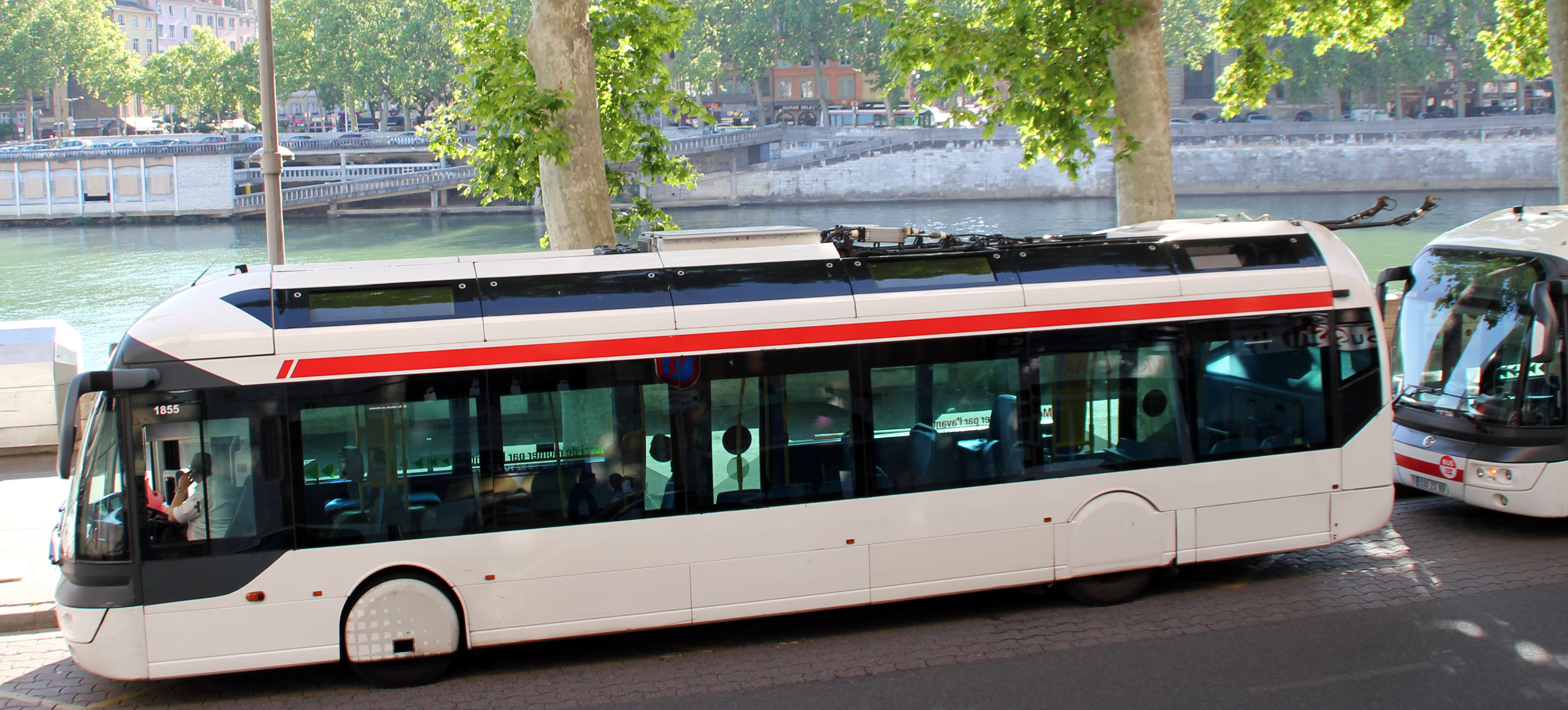
Cristalis ETB 12 de la ligne C14 de trolleybus de Lyon
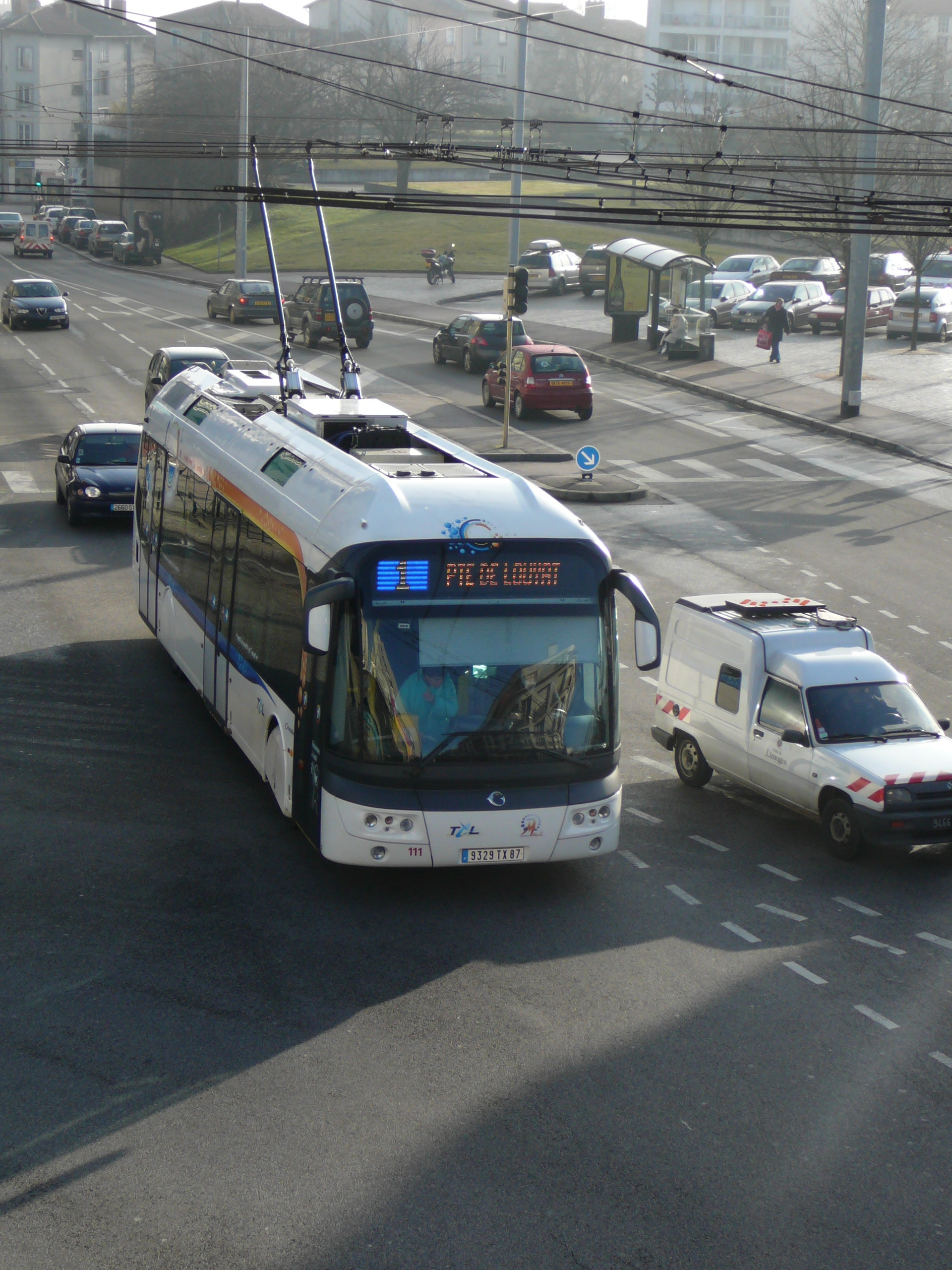
Un Irisbus Cristalis sur la  ligne 1 à Limoges
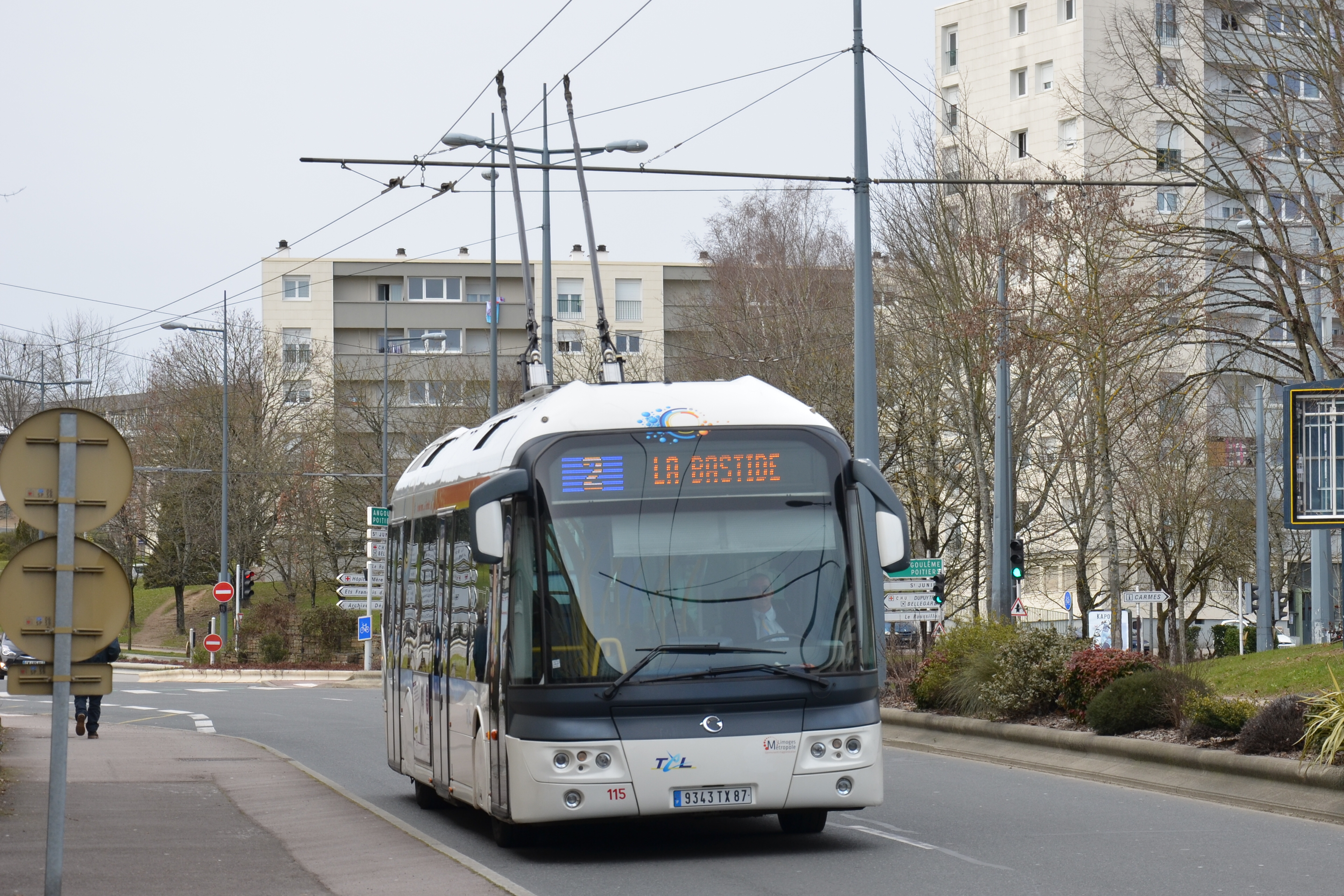
Cristalis ETB12 sur la ligne 2 à Limoges
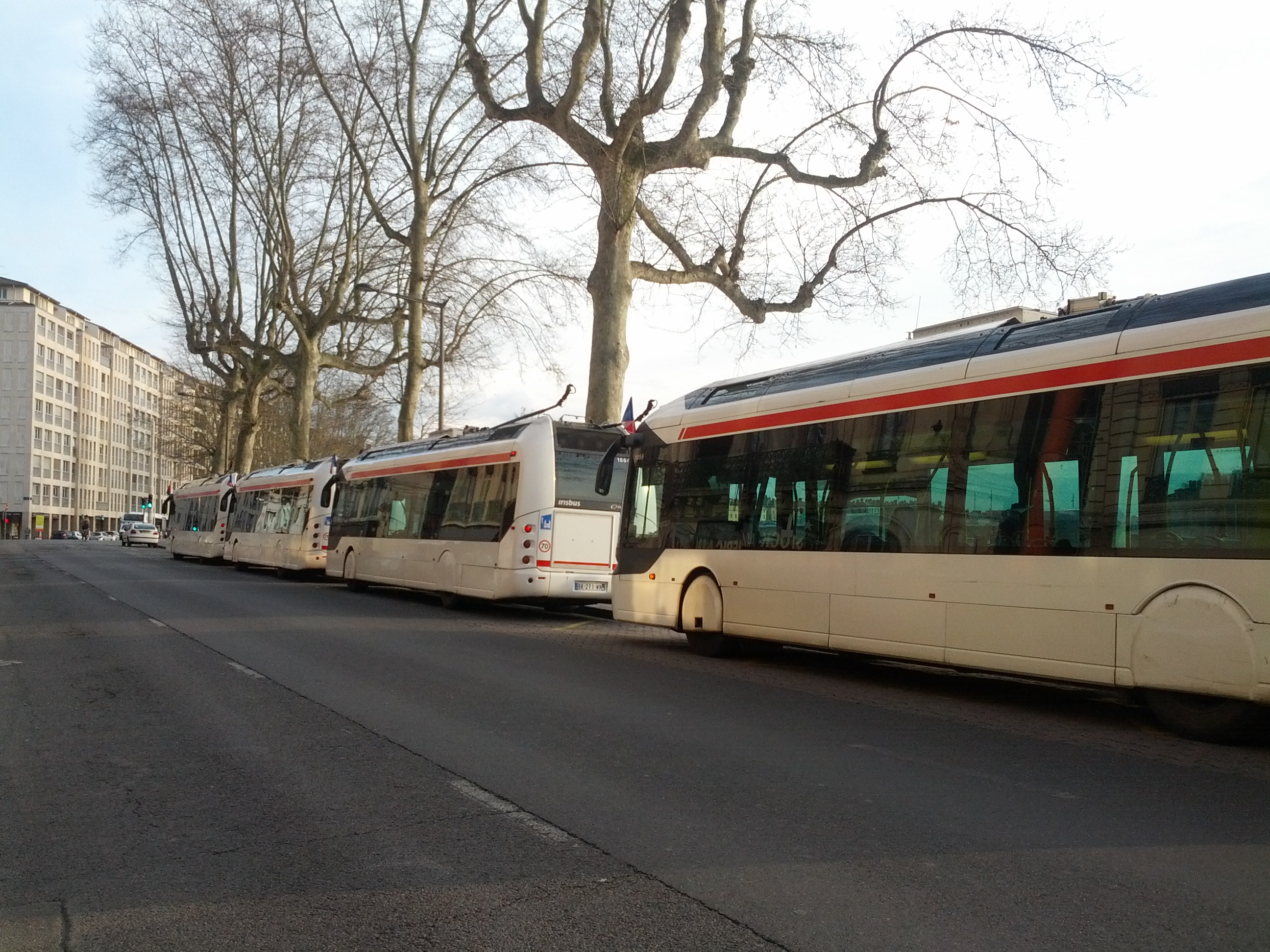
File d'Irisbus Cristalis ETB12 des transports en commun lyonnais sur le quai de la Pêcherie (1er arr.)
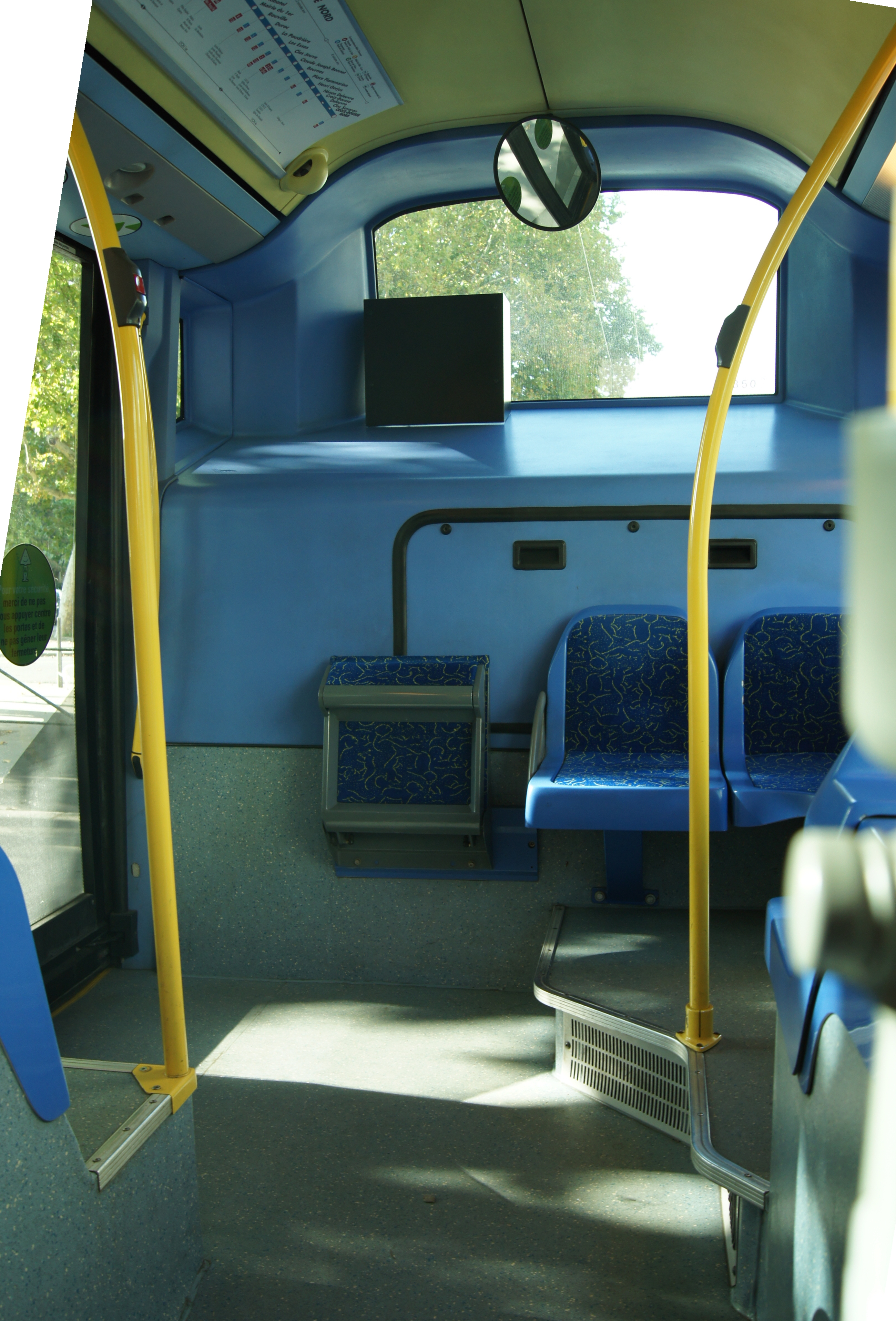
Intérieur d'un ETB 12 première génération, à Lyon : vue vers le fond
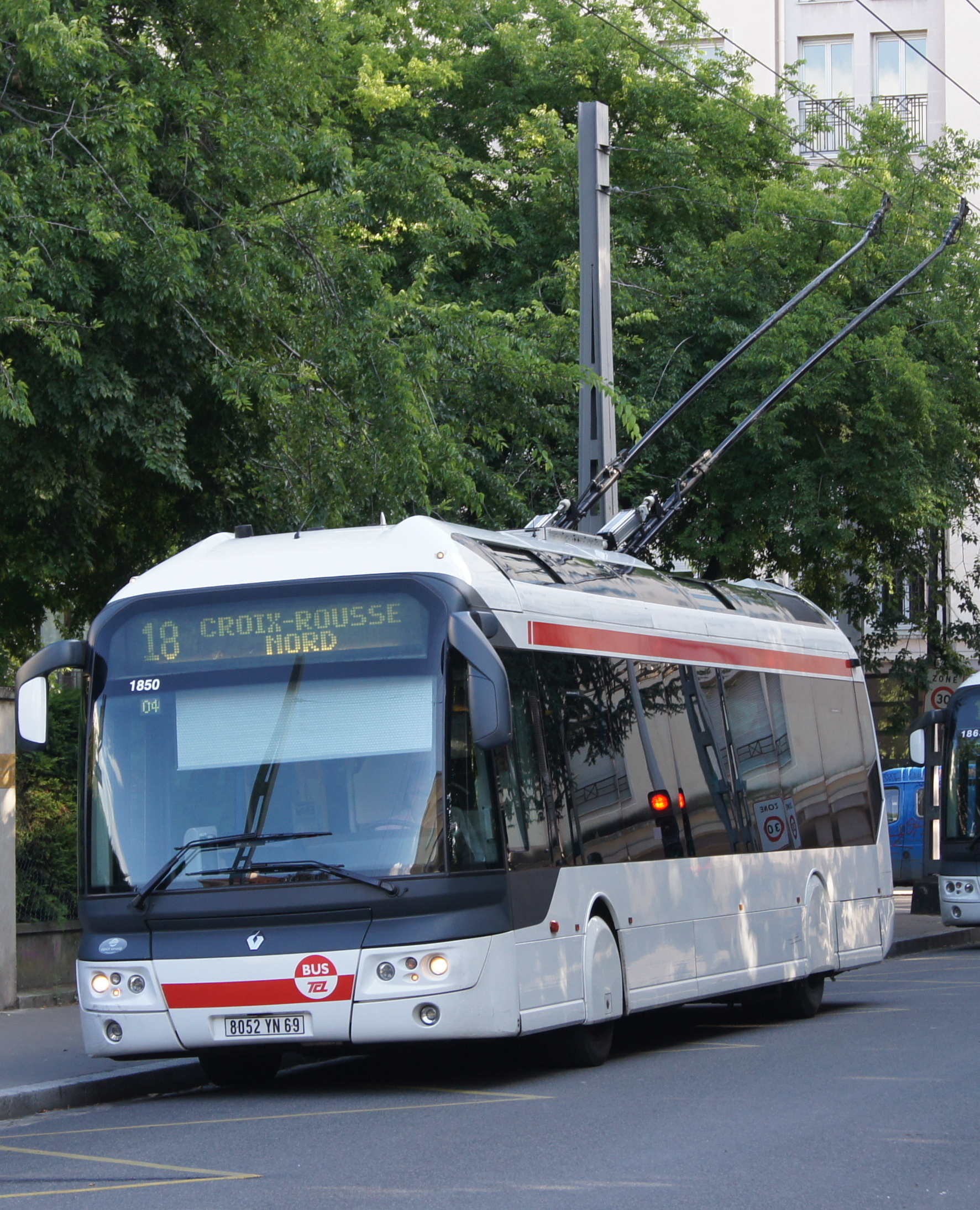
ETB 12 à Lyon